# Півтонове зображення

Зліва: Растрові точки. Справа: Як людське око бачить узгодженість такого роду з достатньої відстані.

Півто́н — це репрографічний метод, який імітує безперервний сигнал зображення за допомогою використання точок, варіюючи його за розміром або в інтервалі, в результаті чого утворюється градієнто-подібний ефект. «Півтон», також використовується для конкретного посилання до зображення, яке проводиться за допомогою цього процесу.
Там, де безперервний сигнал зображення містить нескінченний діапазон кольорів або відтінків сірого, процес напівтонування зменшує візуальні репродукції до зображення, яке друкується тільки з одним кольором чорнила, в точках різного розміру (амплітудної модуляції) або відстані (частотної модуляції). Це відтворення спирається на основі оптичної ілюзії: крихітні напівтонові точки змішуються в гладкі тона людським оком. На мікроскопічному рівні, проявлені чорно-білі фотоплівки також складаються тільки з двох кольорів, а не з нескінченного діапазону безперервних тонів. Для більш детальної інформації див. зернистість.
Подібно до того, як кольорова фотографія еволюціонувала з додаванням фільтрів і шарів плівки, кольоровий друк стає можливим повторенням процесу півтонів для кожного субтрактивниго кольору — найбільш часто з використанням того, що називається «колірною моделлю CMYK». Напівпрозора властивість чорнила дозволяє растровим точкам різних кольорів створити ще один оптичний ефект — повнокольорове зображення.

## Історія

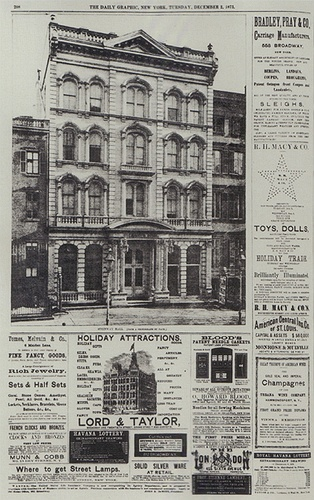
Перше друковане фото з використанням напівтонів в американському журналі, 2 грудня 1873 рік.

Вільям Генрі Фокс Талбот - відзначений завдяки ідеї півтонів друку. У паненту 1852 року він запропонував використовувати «фотографічні екрани або завіси» у зв'язку з  вікорістанням фотографій в процесі офсетного друку.
Протягом наступних десятиліть були запропоновані декілька різних видів екранів. Однією з добре відомих спроб була зроблена Стівеном Г. Хорганом, працюючи в New York Daily Graphic. Перша друкована фотографія була зображенням Steinway Hall на Манхеттені, опублікована 2 грудня 1873. Graphic потім опублікував «першу репродукцію фотографії з повним тональним діапазоном в газеті» 4 березня 1880 року (під назвою «Сцена в нетрі ") з екраном сирих півтонів.
Перший дійсно успішний комерційний метод був запатентований Фредерік Айвз з Філадельфії в 1881. Незважаючи на те, що він знайшов спосіб ломки зображення в точках різних розмірів, він не використовував екран. У 1882 році німецький Георг Мейзенбах запатентував процес півтонування в Англії. Його винахід було засновано на попередніх ідеях Бертольда і Свона. Він використовував поодинокі вирівняні екрани, які були перетворені під час експозиції для отримання перехресних ефектів підкладки. Він був першим, хто досяг комерційного успіху з рельєфними півтонами.
Незабаром після цього, Айвз, на цей раз у співпраці з Луї і Максом Леві, поліпшив процес далі з винаходом і промисловим виробництвом якісних перехресних картонних екранів.
Процес півтонування рельєфу виявився майже відразу успішним. Використання растрових блоків в популярних журналах стало регулярним протягом початку 1890-х.
Розробка методів напівтонового друку для літографії в основному відбувалася незалежним шляхом. У 1860-х роках, А. Hoen & Co орієнтована на методи, що дозволяють художникам маніпулювати тонам ручної роботи на друкованих каменях. До 1880 року, Hoen працював над методами півтонів, які можуть бути використані в поєднанні як із ручної роботи, так і з фотолитографічними каменями.

## Цифрове напівтонування

Приклади типового CMYK півтонів кутів екрану.

Цифрове напівтонування було заміною фотографічних півтонів з 1970, коли були розроблені «електронні точкові генератори» для плівкових магнітол, пов'язаних з кольоровими барабанними сканерами, зроблені такими компаніями, як Crosfield Electronics, Hell і Linotype-Paul.
У 1980-х роках, півтонування стало доступно в новому поколінні плівкових фотонабірних і паперових самописцях, які були розроблені з більш ранніх «лазерних складачів». На відміну від чистих сканерів або чистих складачів, фотоскладальний може генерувати всі елементи сторінки, включаючи тип, фотографії та інші графічні об'єкти. Ранні приклади були широко використовуваними LinotypLinotronic 300 і 100 введені в 1984 році, були також першим запропоновуваними PostScript RIP`s в 1985 році.
Ранні лазерні принтери з кінця 1970-х років і далі можуть також генерувати півтони, але їх початковае розширення 300 точок на дюйм обмежило лініатури до 65 ліній на дюйм. Це було покращено, до більш високоъ роздільної здатності в 600 точок на дюйм і вище, а також було введено методи згладжування.
Напівтонування використовує високочастотні / низькочастотні дихотомії. У фотографічному напівтоновому атрибуті низької частоти є локальною областю вихідного зображення позначеного напівтонових осередків. Кожен однакового розміру осередку відноситься до відповідної області (розмір і розташування) вхідного зображення безперервного тону. Усередині кожної клітинки, атрибут високої частоти є центром змінного розміру растрових точокЮ що складається з чорнила або тонера. Відношення площі чорнила до не ушляхетнені області вихідного осередку відповідає яскравості або рівню сірого вхідного осередку. Від відповідної відстані, очі людини усредняють як високочастотний рівень сірого, апроксимований відношенням всередині осередка, так и видимі зміни низьких частот в рівні сірого між сусідніми рівномірно розташованними осередками та відцентрованими точками.
Цифровий півтон використовує растрове зображення або бітовий масив, протягом якого кожен елемент зображення монохромний або піксель може бути включений або вимкнений. Отже, для імітації фотографічних напівтонових осередків, цифровий напівтоновий осередок повинен містити групи монохромних пікселів в межах однієї і тієї ж площі розміру осередку. Фіксоване розташування і розмір цих монохромних пікселів компрометують високу / низьку частоту дихотомії фотографічного методу півтонів. Кластерірованні мульти-піксельні точки не можуть «зростати» поступово і виникають стрибки аж до цілого пікселя. Крім того, розміщення цього пікселя трохи зміщене від центру. Щоб звести до мінімуму цей компроміс, цифрові напівтонові монохромні пікселі повинні бути досить малі, від 600 до 2540, або більше точок на дюйм. Проте, цифрова обробка зображень також дозволила більш складним алгоритми Dithering, щоб вирішити, які пікселі, щоб включити чорними або білими, деякі з яких дає кращі результати, ніж цифрове напівтонова. Цифрове полутонірованіе на основі деяких сучасних інструментів для обробки зображень, таких як нелінійна дифузія і стохастичні гортання також було запропоновано недавно.

## Значні наукові дослідницькі групи
- Electronic Imaging Systems Laboratory at Purdue University

- Embedded Signal Processing Laboratory at UT Austin